# Lijst van paardentramlijnen in Nederland

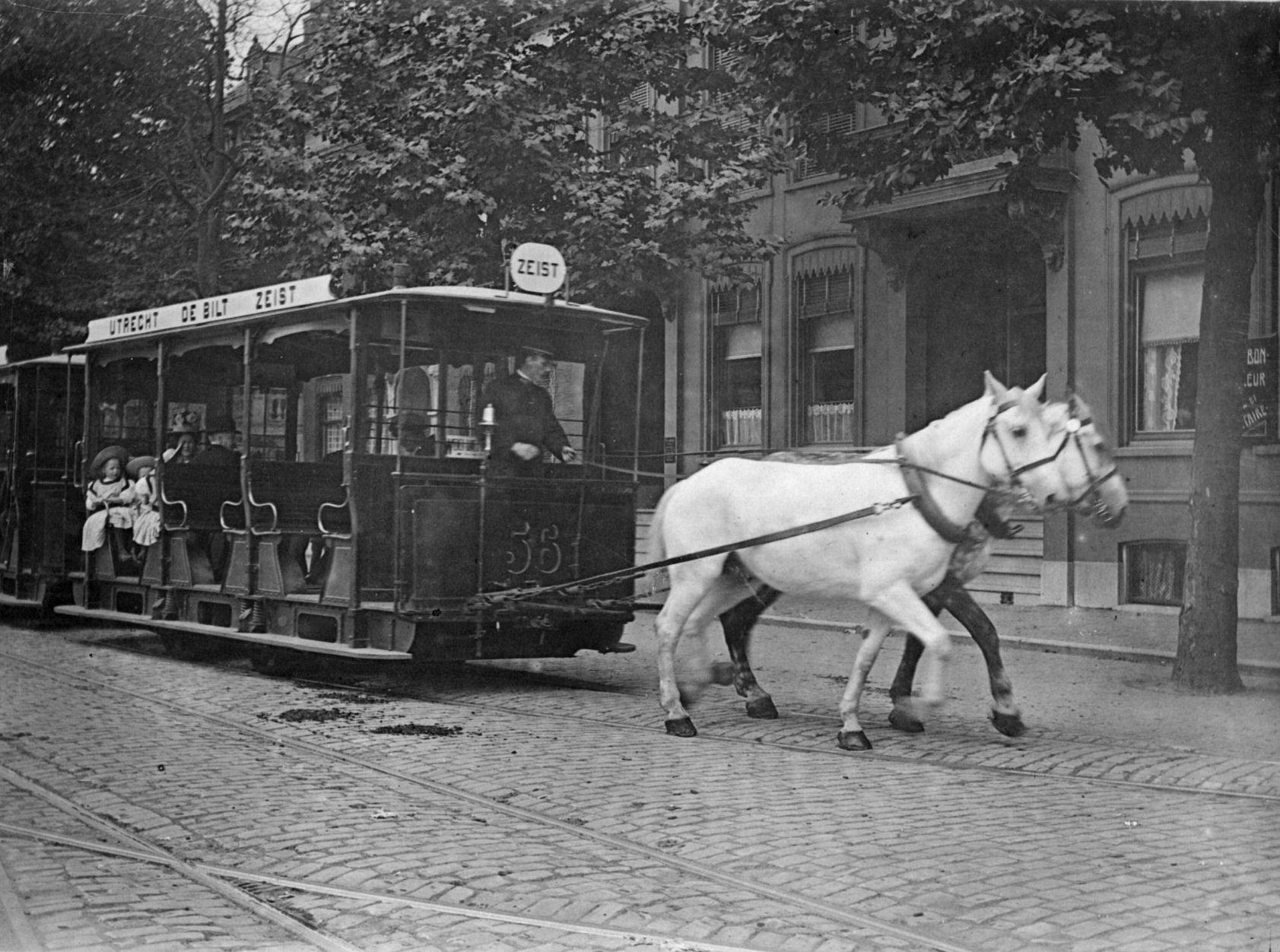
vertrek van de paardentram van Utrecht naar Zeist

Hieronder staat een overzicht van paardentramlijnen in Nederland. Bij het opstellen van de lijst is zoveel mogelijke elke lijn afzonderlijk vermeld. Dit geldt niet voor de stadslijnen, tenzij de lijn bij aanleg niet in één gemeente lag (zoals de tramlijn Amsterdam - Sloterdijk). 
Tramlijnen waar alleen kortdurend een paardentram heeft gereden zijn niet opgenomen. Dit is bijvoorbeeld de tramlijn Groenlo - Lievelde.

## Groningen
- Stad Groningen
- Tramlijn Groningen - Paterswolde - Eelde
- Tramlijn Groningen - Zuidlaren
- Tramlijn Winsum - Ulrum
- Tramlijn Winschoten - Bellingwolde
- Tramlijn Zuidbroek - Stadskanaal - Ter Apel

## Friesland
- Tramlijn Dokkum - Suameer
- Tramlijn Harkezijl - Makkum
- Tramlijn St.Annaparochie - Berlicum

## Drenthe
- Tramlijn Groningen - Paterswolde - Eelde
- Tramlijn Groningen - Zuidlaren

## Overijssel
- Zwolse paardentram
- Deventer paardentram

## Gelderland
- Arnhemse tram
- Apeldoornse tram
- Nijmeegse tram
- Tramlijn Gorssel - Eefde
- Tramlijn Zaltbommel dorp - station
- Tramlijn Zupthen - Warnsveld

## Utrecht

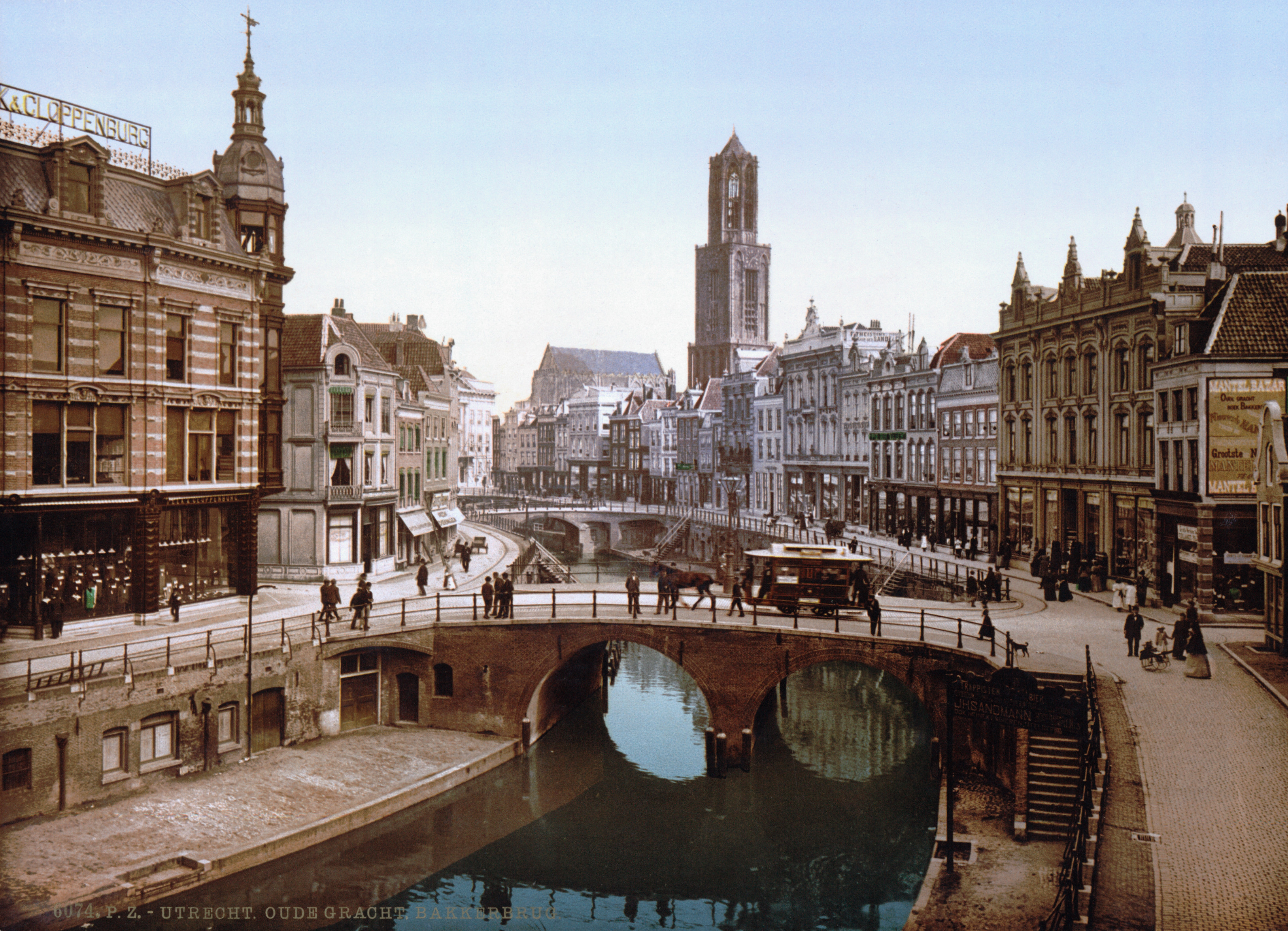

- Stad Utrecht
- Amersfoortse tram
- Tramlijn Soest - Baarn
- Tramlijn Utrecht - Vreeswijk
- Tramlijn Utrecht - Zeist

## Noord-Holland
- Amsterdamse tram
- Haarlemse tram
- Alkmaarse tram
- Zandvoortse tram

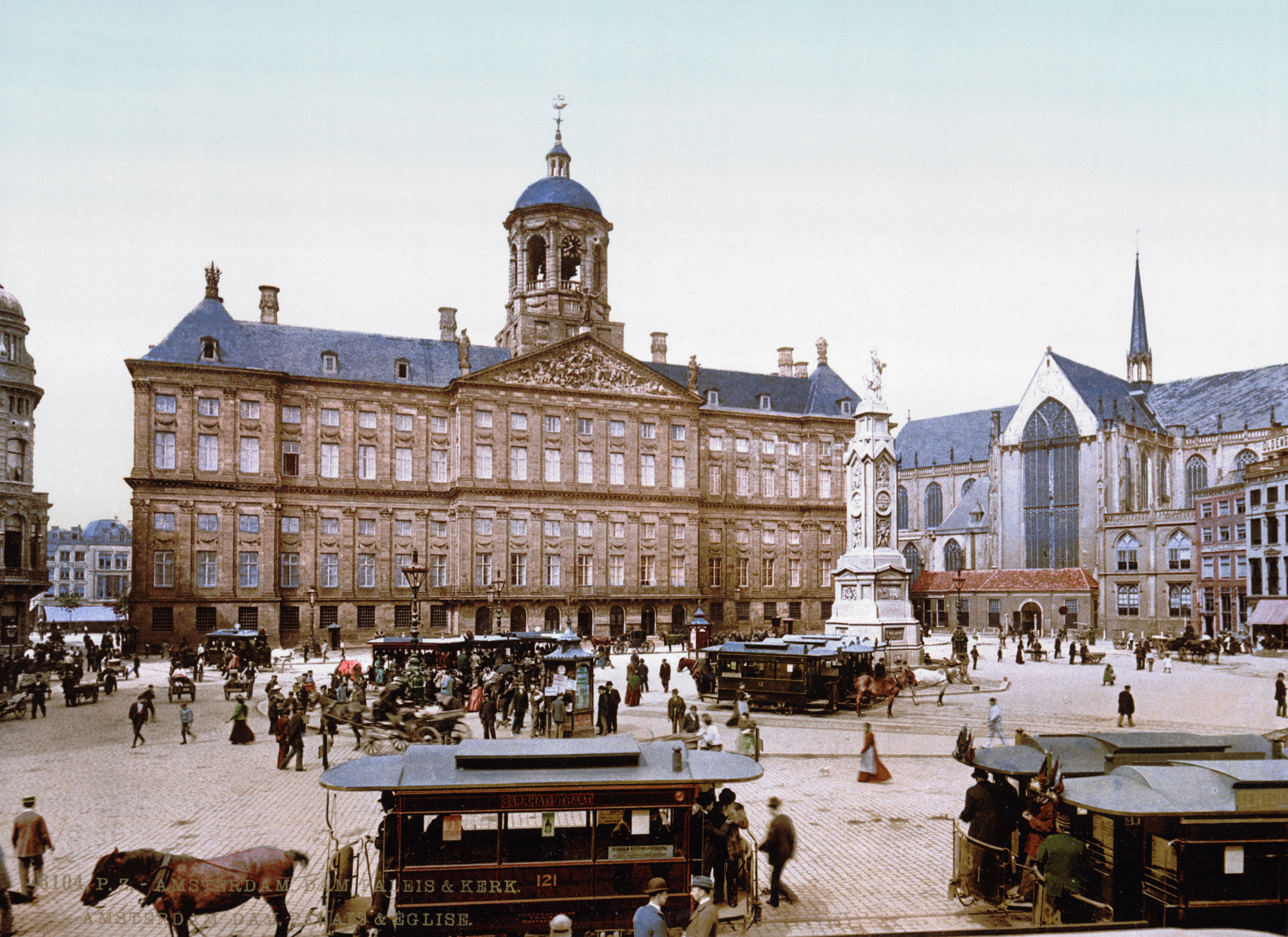

- Tramlijn Alkmaar - Bergen aan Zee
- Tramlijn Beverwijk - Wijk aan Zee
- Tramlijn Castricum - Bakkum
- Tramlijn Hilversum - 's Graveland
- Tramlijn Hoorn - Enkhuizen
- Tramlijn Amsterdam - Sloten
- Tramlijn Amsterdam- Sloterdijk

## Zuid Holland
- Haagse tram
- Dordtse tram
- Leidse tram
- Rotterdamse tram
- Schiedamse tram
- Tramlijn Den Haag Huygensplein - Delft Rotterdammerpoort
- Tramlijn Gouda - Bodegraven
- Tramlijn Oudewater - Papekop
- Tramlijn Rotterdam - Hillegersberg
- Tramlijn Rotterdam - Overschie

## Zeeland
In Zeeland hebben nooit paardentrams gereden.

## Noord Brabant
- Tramlijn Breda - Prinsenhage
- Tramlijn Breda - Ginneken - Ulvenhout
- Tramlijn Breda - Mastbosch
- Tramlijn Den Bosch - Vught
- Tramlijn Eindhoven - Geldrop
- Ponytram Ginneken - Mastbosch
- Tramlijn Oosterhout - Keizersveer
- Tramlijn St.Michielsgestel - Vught
- Tramlijn Vaarkant - Leur

## Limburg
- Maastrichtse tram
- Tramlijn Venlo - Tegelen - Steyl
- Tramlijn Venray dorp - station